# 舊宜蘭線猴硐隧道群
舊宜蘭線猴硐隧道群包含員山隧道群與猴硐隧道，共計4座隧道，是位於臺灣新北市瑞芳區的舊鐵路隧道，啟用於1920年（日治大正9年），1985年在其西側的雙線鐵路完工通車後停用，目前列為新北市歷史建築並改建為瑞猴自行車道。

## 開通過程
臺灣鐵路管理局東部幹線宜蘭線於日本時代1917年建設，工程分別從路線的南（蘇澳）、北（八堵）兩方向往中間施築，其中瑞芳～猴硐間工程由臺灣總督府鐵道部工務課瑞芳建設事務所佇同年11月動土，包商係大倉組，工事包括新建第二基隆河橋與開挖7座山洞，都是單線鐵路淨空。

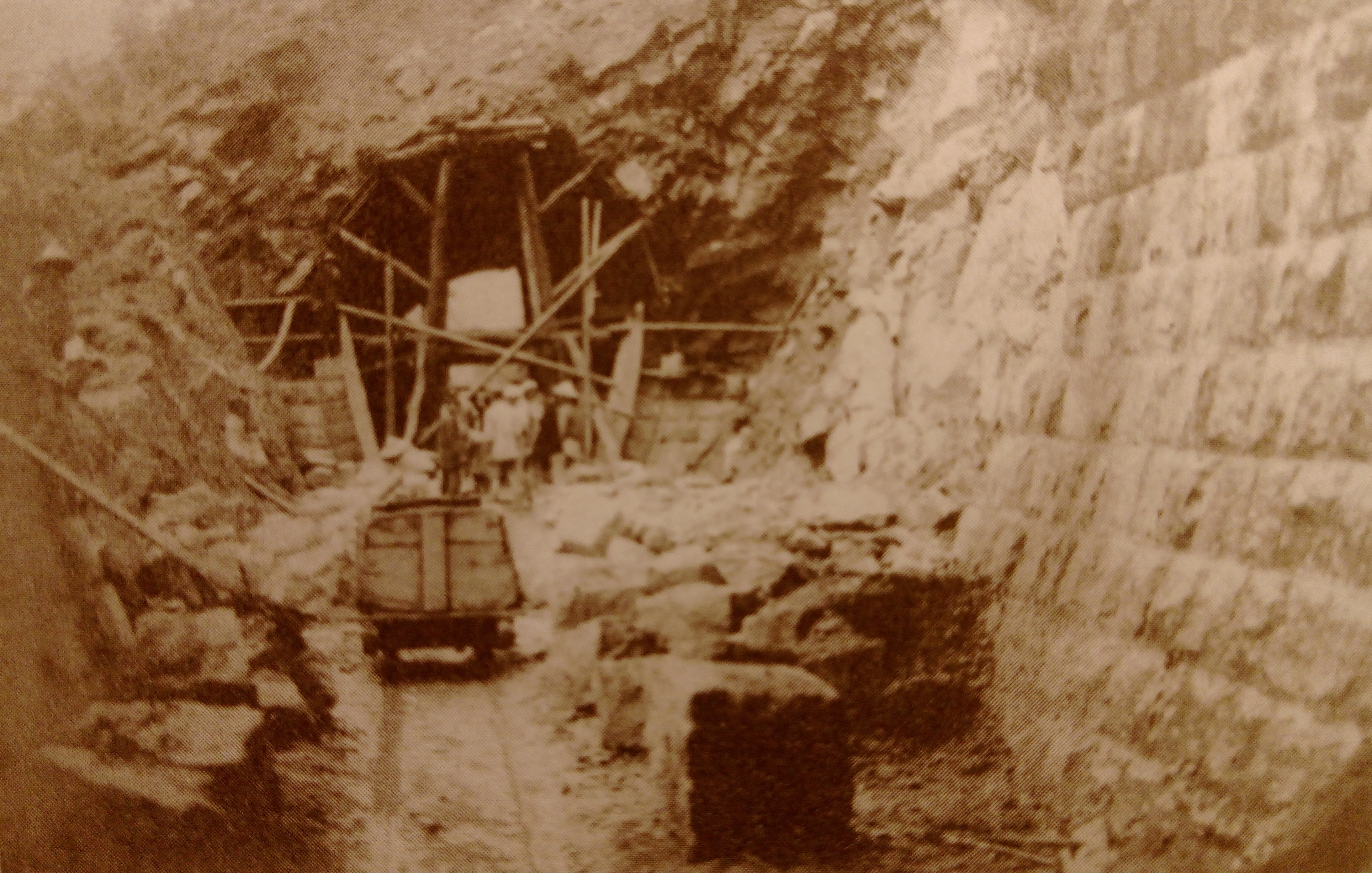
日本時代開挖中第二員山隧道（前畑俊穗／藏）

本區間工程1919年4月完工，隔年（1920年）1月27日瑞芳～猴硐間通車。

## 停用與活化
4座隧道通車後，擔負60餘年臺北宜蘭間的交通重任。到了1979年北迴線鐵路通車前，宜蘭線即將成為連接縱貫線及北迴線的重要幹線鐵路，預估原單線鐵路將會不敷使用，於是，臺灣鐵路管理局實施「宜蘭線鐵路擴建工程」，將宜蘭線全線雙線化（已完成雙線路段者除外），工程設計預留未來實施鐵路電氣化的路線標準，同時新建的隧道也必須能運輸大型貨物。由於員山隧道群與猴硐隧道皆沒有達到這些標準，故另建雙線的福住隧道與示德隧道作為代替，這兩座新的隧道在1985年完工通車後，員山隧道群與猴硐隧道便功成身退。
之後猴硐隧道轉為一般道路使用，而員山隧道群在拆除鐵軌、枕木後，保留部分道碴。因舊隧道沒有封閉，歷年迭有鐵道研究者、旅人、地方文史工作者或騎乘專用腳踏車的車友前往探尋。
2010年起，新北市政府有關單位與臺灣鐵路管理局合作，整修4座舊隧道，而當地文史工作者亦向政府提案，建議將舊隧道納入古蹟或歷史建築，並予活化。
2012年8月，新北市政府文化局公告第一員山隧道、第二員山隧道、第三員山隧道、猴硐隧道為歷史建築，合併命名為舊宜蘭線猴硐隧道群。而新北市政府觀光旅遊局也在臺灣鐵路管理局同意下，改善4座舊隧道的鋪面為柏油路面，闢建為腳踏車道、增設標線與照明、加裝安全防護鐵網等，並在2013年3月底配合猴硐車站貓橋完工一併啟用（另包含完成第一員山隧道北方腳踏車道穿越宜蘭線鐵路的涵洞工程），提供腳踏車友安全的騎車環境。

## 建築特色
4座舊隧道內部下半部側壁結構採用石材（石磚）砌築、上半部使用紅磚砌拱，紅磚的排列主要採用水平疊砌法，部分紅磚正面露出英文字母「S」，是台灣日本時代撒木耳煉瓦會社的產品。第一員山隧道因長度較長，內部設有避車洞，而各隧道兩側洞口也是石砌，造型簡單。
現在列為歷史建築的4座隧道，資料如下：
| 隧道名稱     | 結構物                                           | 長 度              | 坡度  | 線形 |
| ------------ | ------------------------------------------------ | ------------------ | ----- | ---- |
| 第一員山隧道 | 上部拱：紅磚 下部側壁：石材 洞口：石材           | 499呎 （約152.2m） | 13.3‰ | 彎道 |
| 第二員山隧道 | 上部拱：紅磚 下部側壁：石材，局部岩壁 洞口：石材 | 129呎 （約39.4m）  | 13.3‰ | 直線 |
| 第三員山隧道 | 上部拱：紅磚 下部側壁：石材，局部岩壁 洞口：石材 | 106呎 （約32.3m）  | 13.3‰ | 直線 |
| 猴硐隧道     | 上部拱：紅磚 下部側壁：石材 洞口：石材           | 158呎 （約48.2m）  | 10‰   | 彎道 |

本段路線在瑞芳車站側的海拔高度比猴硐車站側還低，所以由瑞芳車站方向進入隧道往猴硐車站方向（由北往南）時，略略是13.3‰與10‰的爬坡。

## 註解
1. ↑  大倉組在隔年（1920年）更名為「日本土木株式會社」，即今日大成建設的前身。
2. ↑  中央研究院有《臺灣日日新報》數位典藏資料。不過，但不可能得到個別且固定URL。因此，請在網站內直接查看[3]。
3. ↑  當時該段鐵路稱為「瑞芳線」。
4. ↑  國家文化資產網記載8月15日公告，但媒體報導為8月20日公告。
5. ↑  撒木耳煉瓦會社1914年成立，1918年併入臺灣煉瓦株式會社。

## 引用資料
1. 1 2 3 4  . 臺北市. 1924年11月30日 （日语）.
2. ↑  中華民國交通部. . 臺北市. 1986年10月10日: 頁380～381 （中文（臺灣））.
3. ↑  . 中央研究院 （中文（臺灣））.[]
4. ↑  蔡龍保.  二版一刷. 臺北市: 臺灣書房. 2007年7月. ISBN 978-986-6764-00-4 （中文（臺灣））.
5. ↑  楊鵬飛. . 臺北市. 1999年8月8日再版 （中文（臺灣））.
6. ↑  〈發揮北迴鐵路最大承運效果 宜蘭線鐵路加舖雙軌 交通單位擬提前實施〉，《中國時報》，1979年2月10日，第2版。（繁體中文）
7. ↑  中華民國交通部. . 臺北市. 1982年12月: 頁396 （中文（臺灣））.
8. 1 2  蔡宜儒，〈舊宜蘭線調查：瑞芳～侯硐〉. . 新竹市. 1994年8月號 （中文（臺灣））.
9. ↑  林文清. . 《文清的瑞芳札記》部落格. 2009年7月29日01:54 （中文（臺灣））. []
10. ↑  Tony黃育智. . 《Tony的自然人文旅記》第0727篇. 2009年9月8日. （原始内容存档于2021年1月19日） （中文（臺灣））.
11. ↑  田耘昇，〈尋訪宜蘭線舊隧道(上) 猴硐與員山隧道群〉. . 台北縣. 2010年5～6月號 （中文（臺灣））.
12. ↑  〈員山隧道群整修 單車安心遊猴硐〉，《聯合報》，2010年10月16日，B2版。（繁體中文）
13. ↑  Shepherd's Wolf. . 《放羊的狼》部落格. 2011年10月8日19:01. （原始内容存档于2019年8月15日） （中文（臺灣））.
14. ↑  〈瑞芳-雙溪 6隧道變鐵馬道〉，《聯合報》，2012年4月23日，A8版。（繁體中文）
15. 1 2  . 文化部文化資產局國家文化資產網. （原始内容存档于2018-01-04） （中文（臺灣））.
16. ↑  〈4宜蘭線舊隧道 登錄歷史建築〉，《聯合報》，2012年8月21日，A11版。（繁體中文）
17. 1 2  . 《自由時報》地方版. 2012年8月21日. （原始内容存档于2019年10月7日） （中文（臺灣））.
18. ↑  〈舊猴硐隧道內壁風化 下周會勘解決〉，《聯合報》，2013年5月3日，B2版。（繁體中文）
19. ↑  林文清. . 《文清的瑞芳札記》部落格. 2014年5月11日22:56 （中文（臺灣））. []
20. 1 2  臺灣鐵路管理局. . 1965年5月 （中文（臺灣））.